# Borkense baan
De Borkense baan is een natuurgebied in de gemeente Winterswijk. Het bestaat uit de 
voormalige spoorlijn tussen Winterswijk en Borken (Duitsland), het grensoverschrijdende deel van de in 1880 aangelegde spoorlijn Zutphen - Gelsenkirchen-Bismarck. De Borkense Baan is sinds 1989 eigendom van de Vereniging Natuurmonumenten en stichting Het Geldersch Landschap. Het is, met negentien andere natuurterreinen, een onderdeel van het in 2005 door de Nederlandse overheid uitgeroepen Nationaal Landschap Winterswijk, een gebied van bijna 22.000 hectare.
De spoorlijn was tot 1979 in gebruik en is door de Nederlandse Spoorwegen in 1989, bij haar 150-jarig jubileum, overgedragen aan Natuurmonumenten en Het Geldersch Landschap. De organisaties krijgen daarbij elk de helft van de lijn. Bij het Gelders Landschap heeft men de rails laten liggen. Natuurmonumenten heeft op haar gedeelte de rails en dwarsliggers verwijderd.
Op het uit zand en grind bestaande talud komen diverse bijzondere planten voor. Het grindbed wordt gebruikt door reptielen als de zandhagedis om zich op te warmen. Rond de oude spoorbaan worden circa 25 soorten dagvlinders aangetroffen.

## Galerij

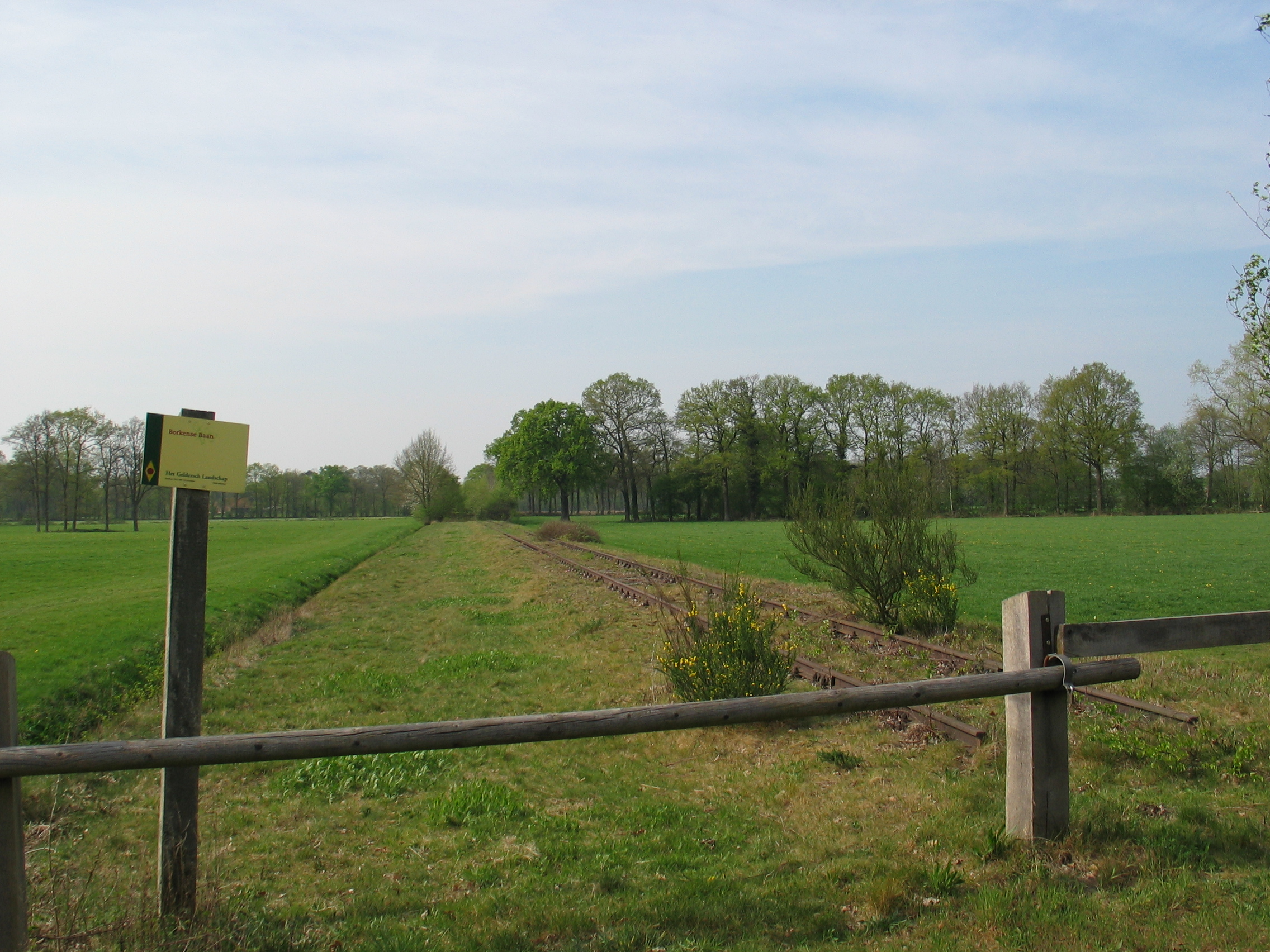
Borkense Baan aan de Haverkampstegge in Kotten
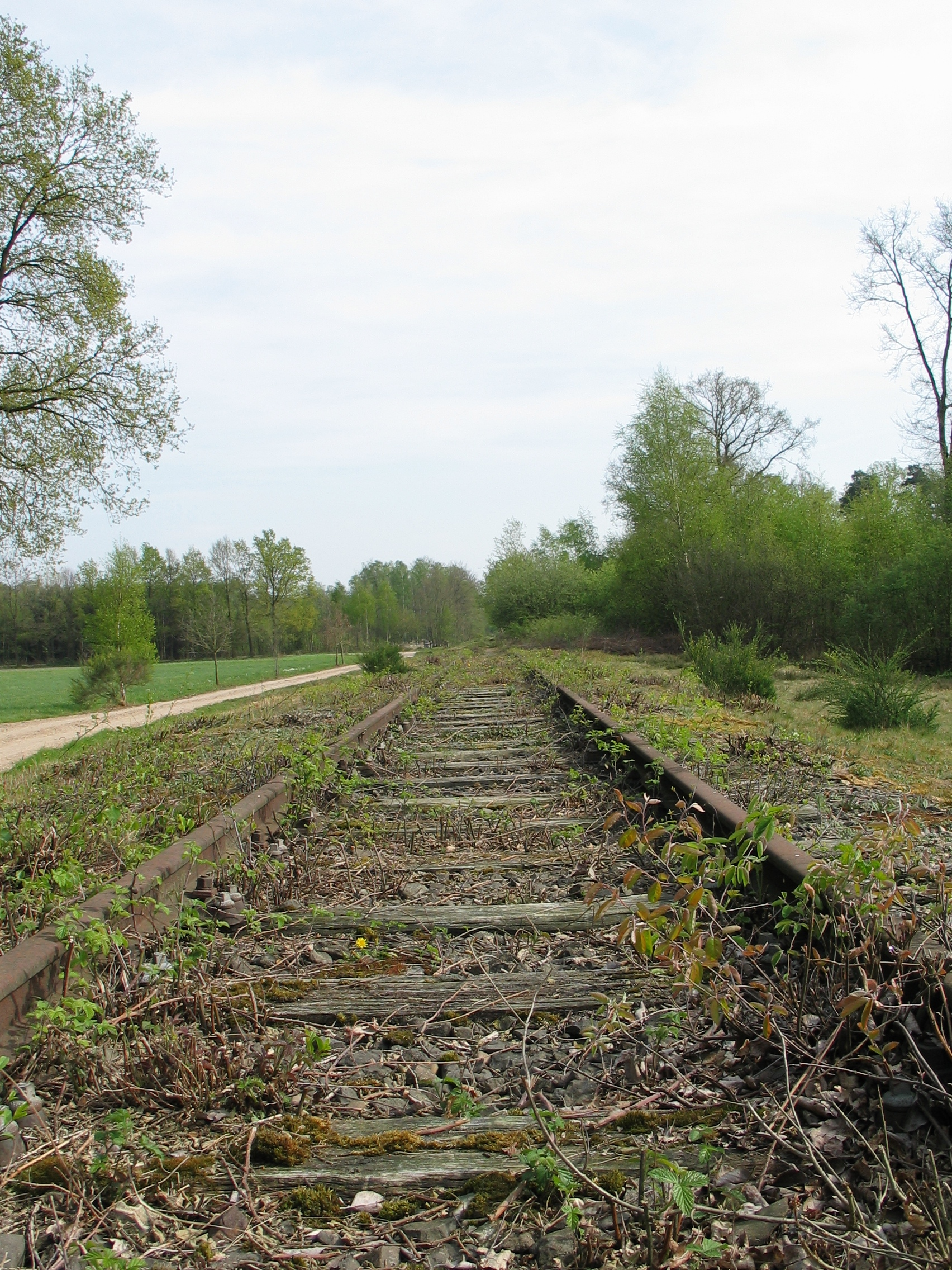
Borkense Baan van Nederland naar Duitsland
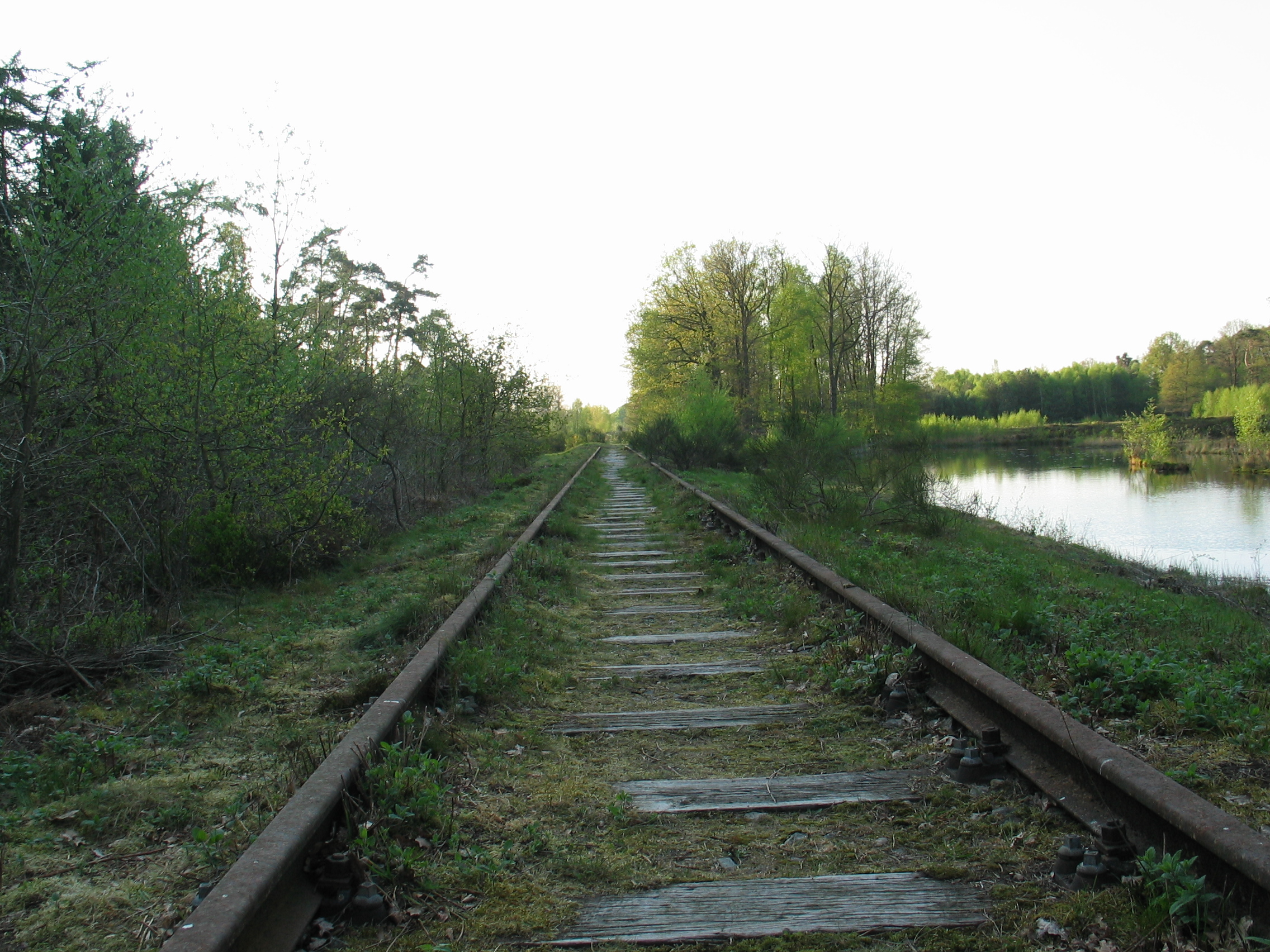
Borkense Baan van Duitsland naar Nederland
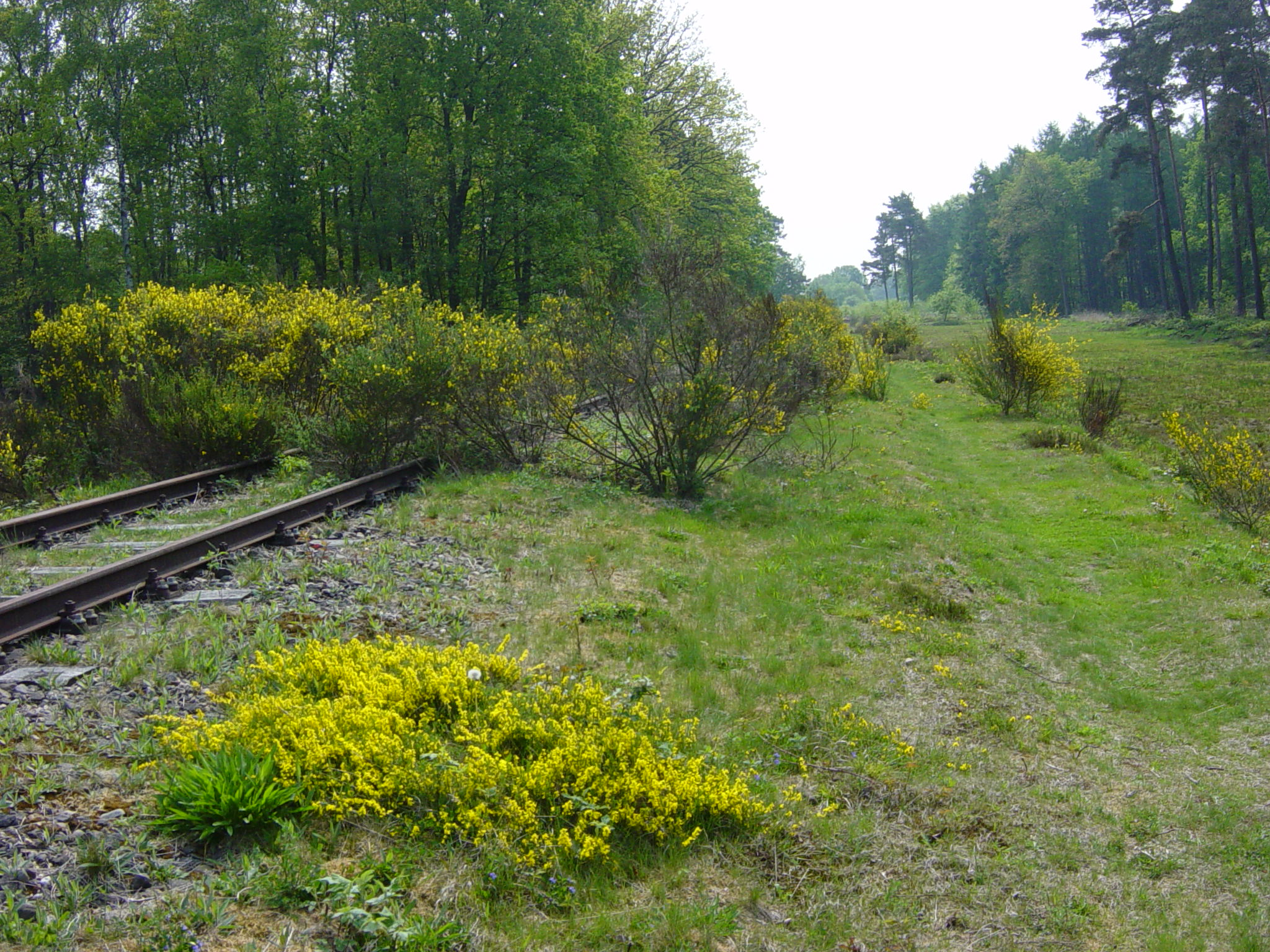
Borkense Baan in Nederland
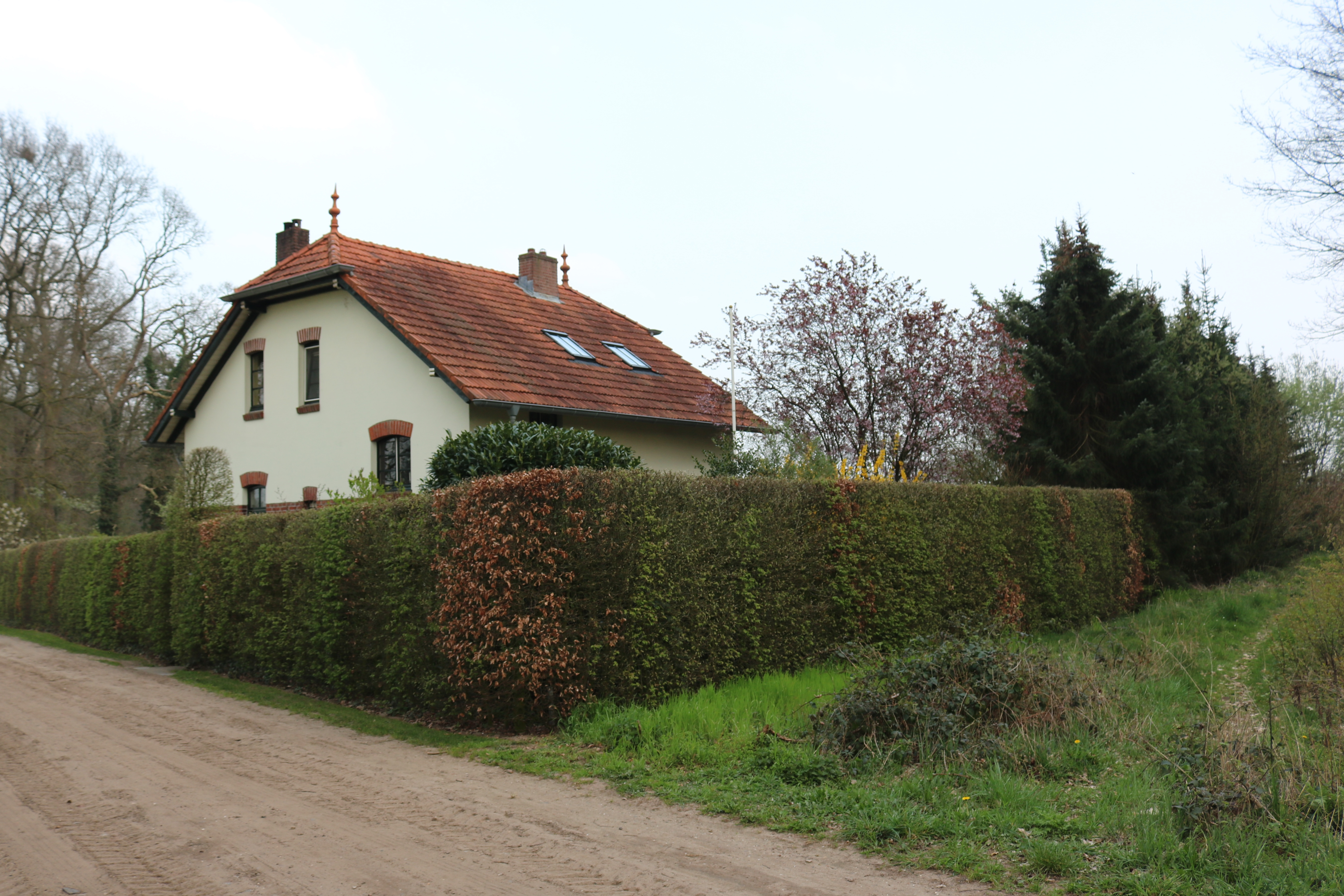
Wachterswoning 36 aan de Meester Brouwerlaan, ten zuiden van Winterswijk
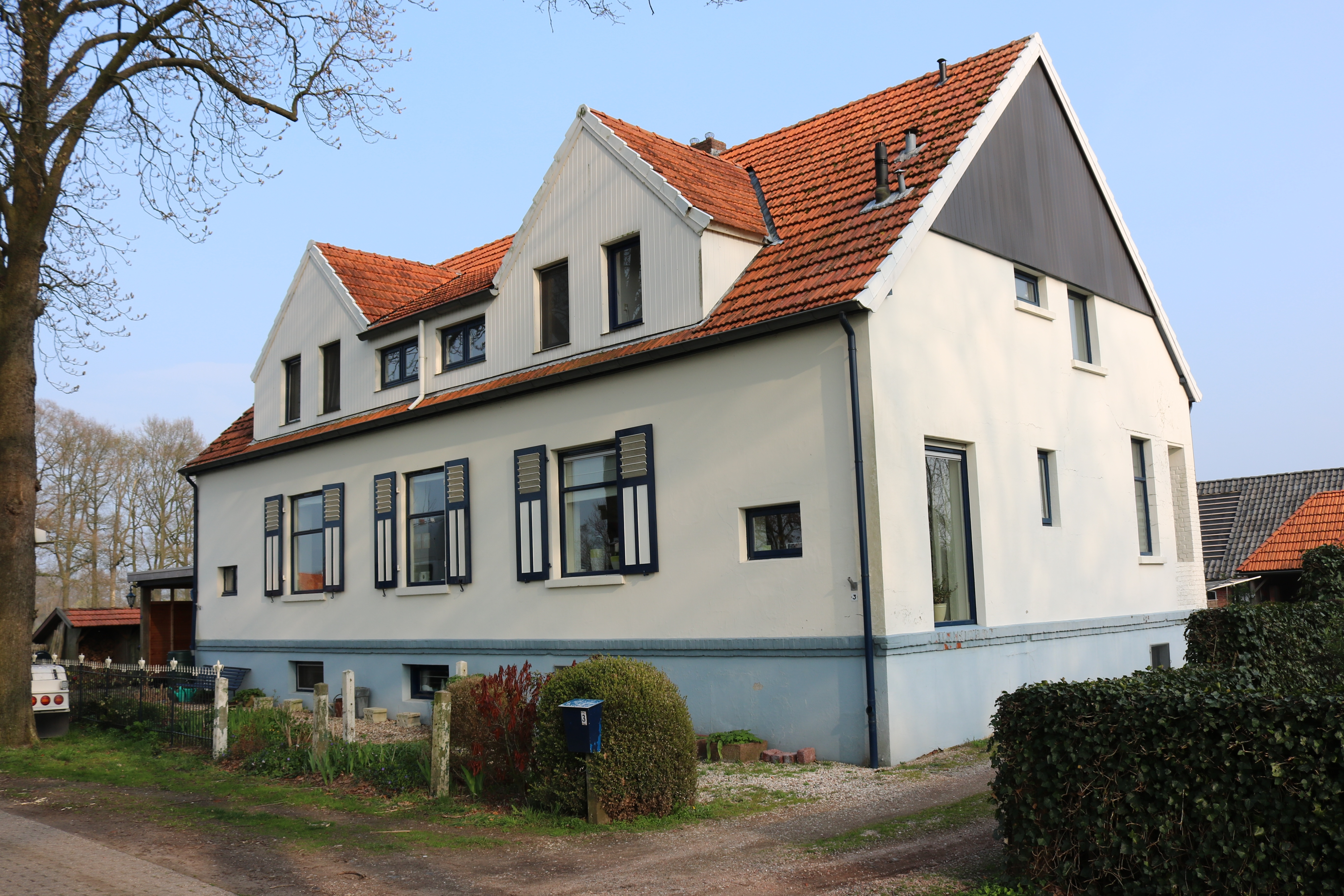
Block Holland tussen Winterswijk en de Duitse grens